# Bourg-Saint-Andéol
Bourg-Saint-Andéol is een gemeente in het Franse departement Ardèche (regio Auvergne-Rhône-Alpes). De gemeente telde 7.506 inwoners op 1 januari 2022. De plaats maakt deel uit van het arrondissement Privas. In de gemeente ligt spoorwegstation Bourg-Saint-Andéol.
De plaats ligt op de linkeroever van de Rhône en telt veel historische monumenten.

## Geschiedenis
Op het kalksteenplateau van Laoul ten westen van het centrum zijn er verschillende dolmens. In de Romeinse tijd waren er verschillende villa's op het grondgebied van de gemeente.
Bourg-Saint-Andéol is gebouwd op een strategische hoogte boven de Rhône. De plaats is genoemd naar Andéol, een martelaar die wordt beschouwd als degene die Vivarais heeft gekerstend. Bourg-Saint-Andéol was in het bezit van de bisschoppen van Viviers en het was ook hun residentie tussen het einde van de 16e eeuw en 1742. Zij lieten er een bisschoppenpaleis bouwen.
Na de Franse Revolutie werd de gemeente opgericht, die zich beperkte tot het gebied op de rechteroever van de Rhône. Voorheen behoorden ook de landbouwgronden op de linkeroever tot Bourg-Saint-Andéol. In de 19e eeuw ontstond er industriële activiteit, maar deze verdween weer in de loop van de 20e eeuw.
Op 15 augustus 1944 werd de stad getroffen door Amerikaanse bommenwerpers, die de brug over de Rhône wilden vernietigen. Er vielen 150 doden en vele huizen werden vernield of beschadigd.

## Bezienswaardigheden
- De romaanse Sint-Andeoluskerk werd gebouwd aan het einde van de 11e en het begin van de 12e eeuw.
- De romaanse kapel Saint-Polycarpe werd gebouwd in het tweede kwart van de 12e eeuw.
- Het bisschoppenpaleis, gebouwd in opdracht van bisschop Claude de Tournon (ca 1540).
- Het gemeentehuis en voormalig ursulinenklooster (17e eeuw).
- Het Hôtel de Nicolay, een burgerpaleis (ca 1450).
- Het Hôtel Bonot de Villevrain, een burgerpaleis (17e en 18e eeuw).
- Het Hôtel de Digoine-Giraud, een burgerpaleis (16e en 18e eeuw).
- Het Hôtel Doize, een burgerpaleis (18e eeuw).
- Het klooster Présentation de Marie, het voormalig visitandinenklooster.

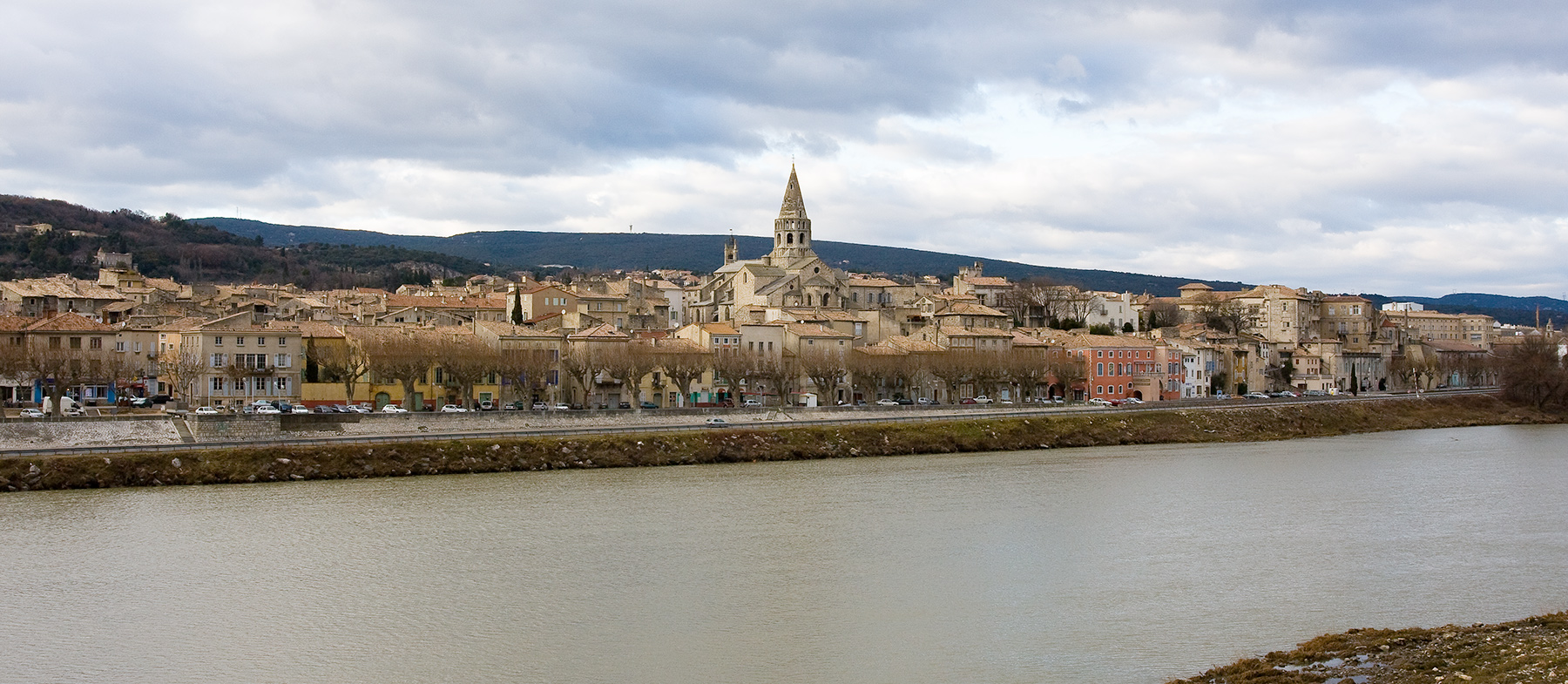
Gezicht op Bourg-Saint-Andéol
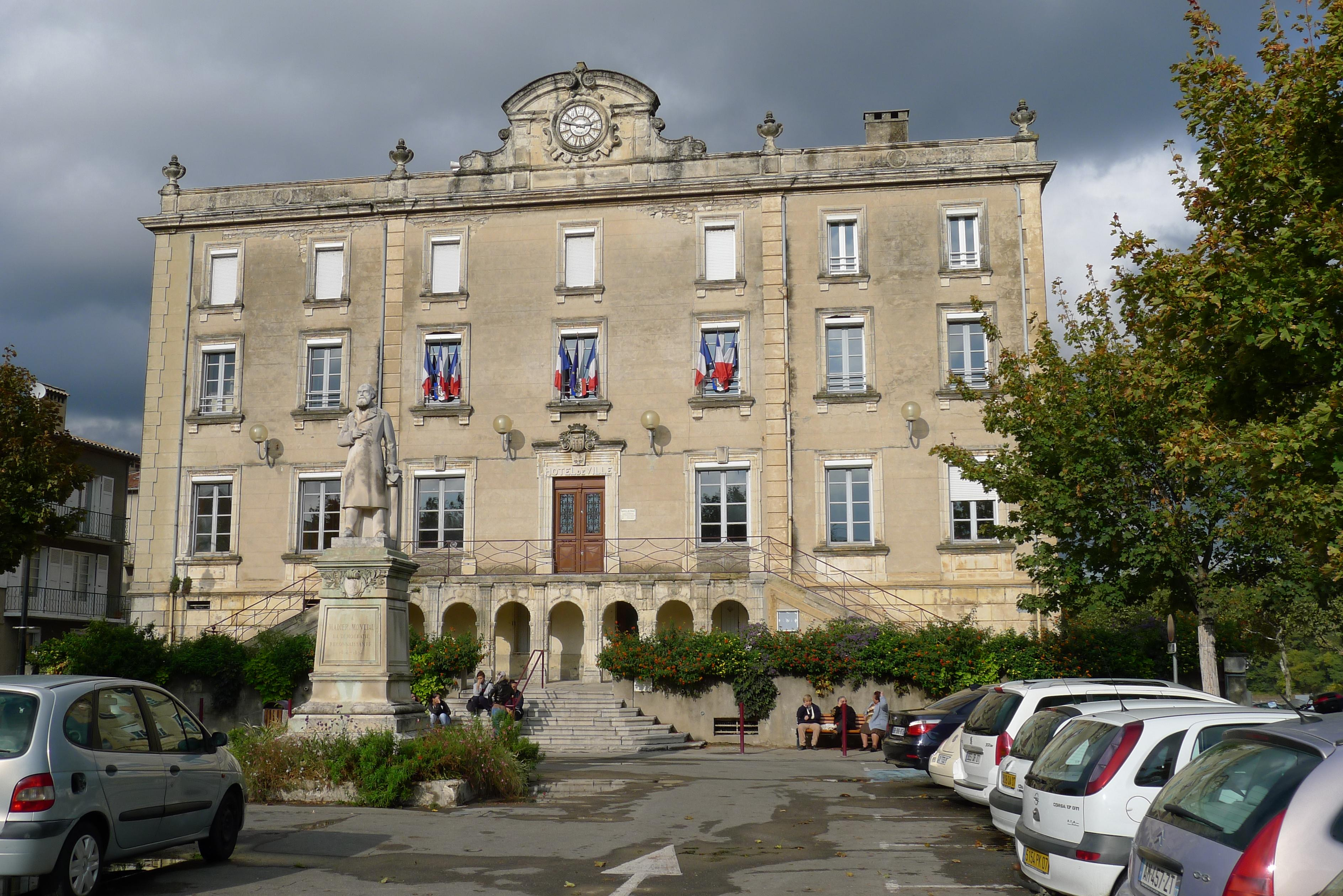
Gemeentehuis
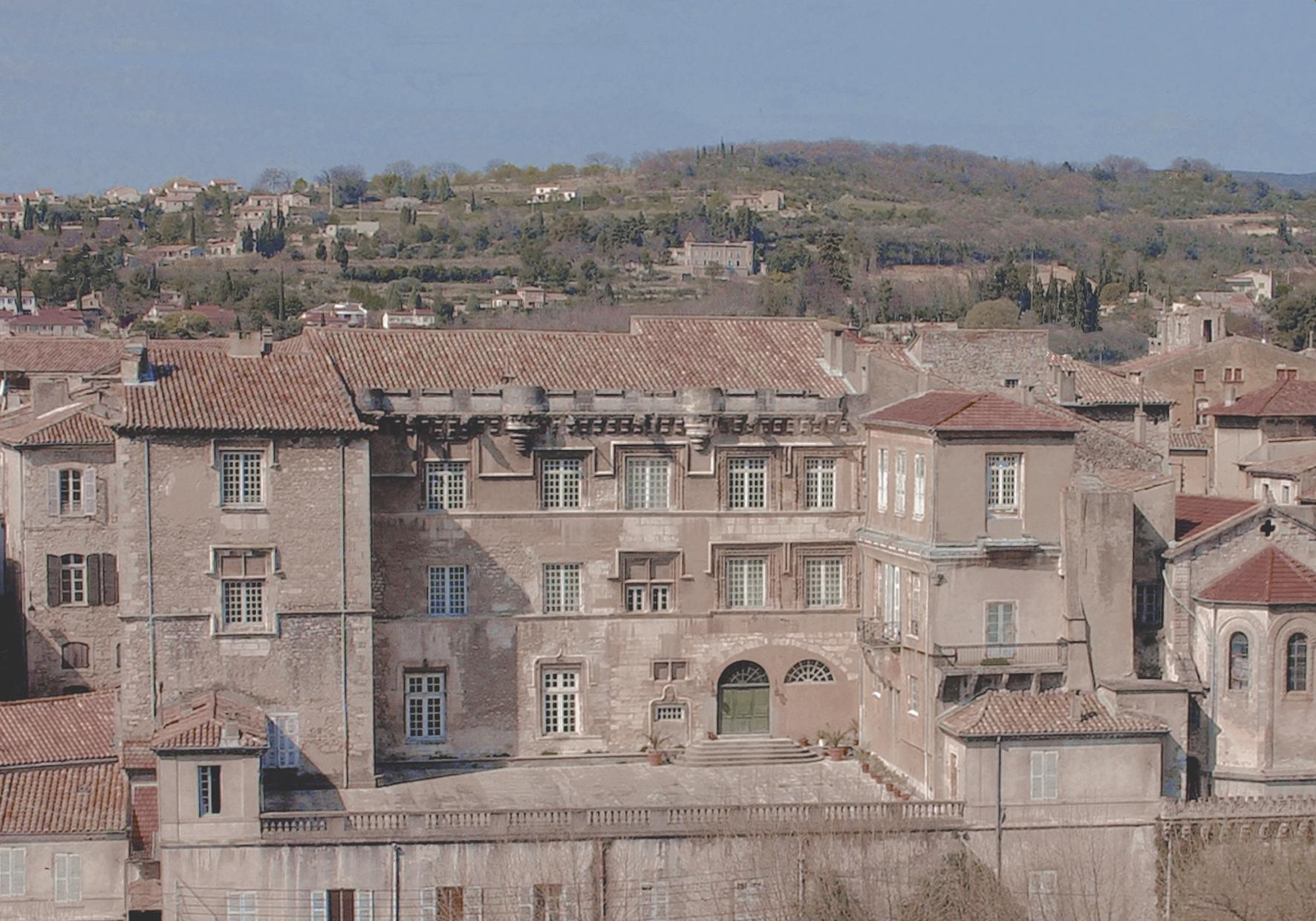
Palais des Evêques
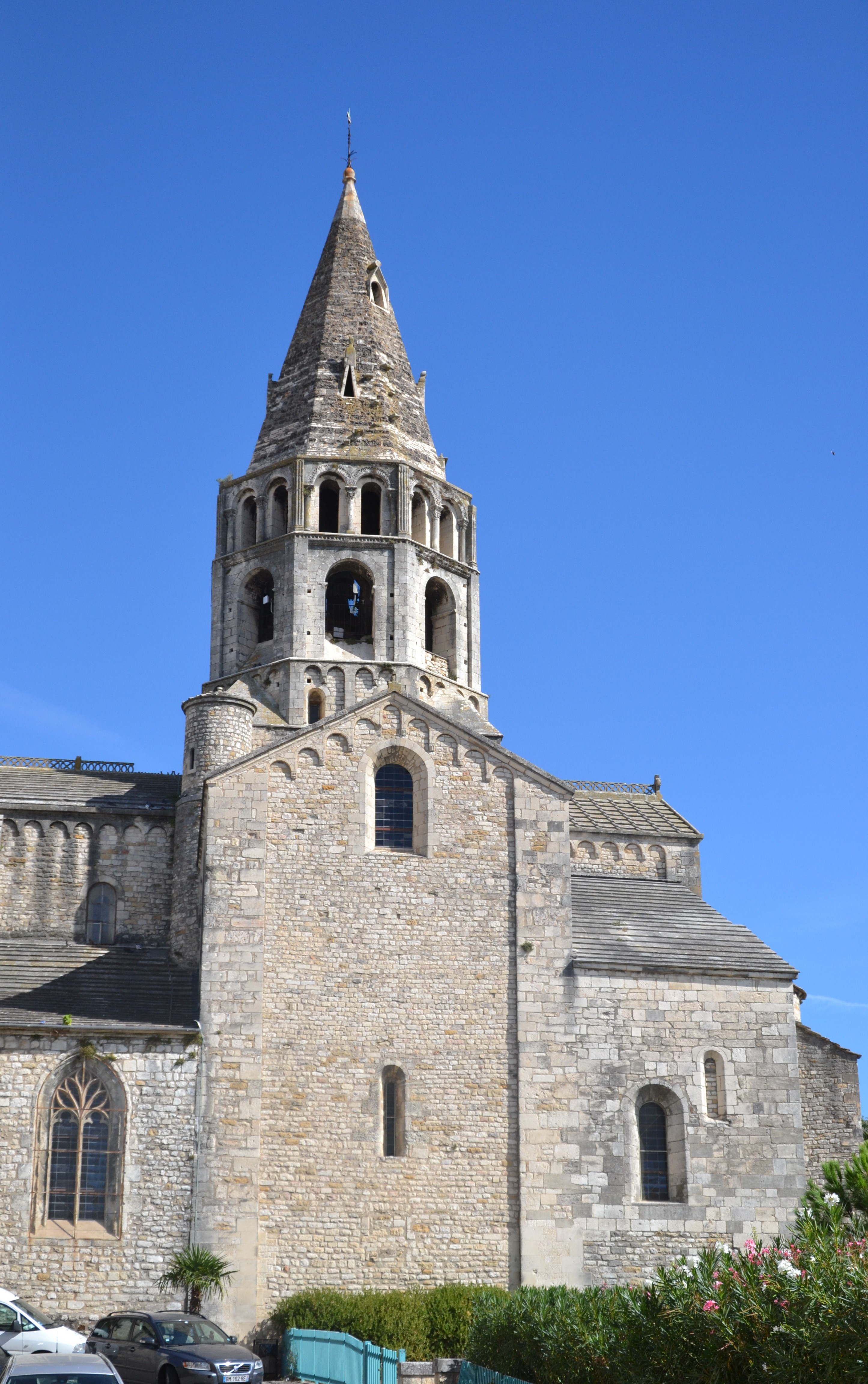
Sint-Andeoluskerk
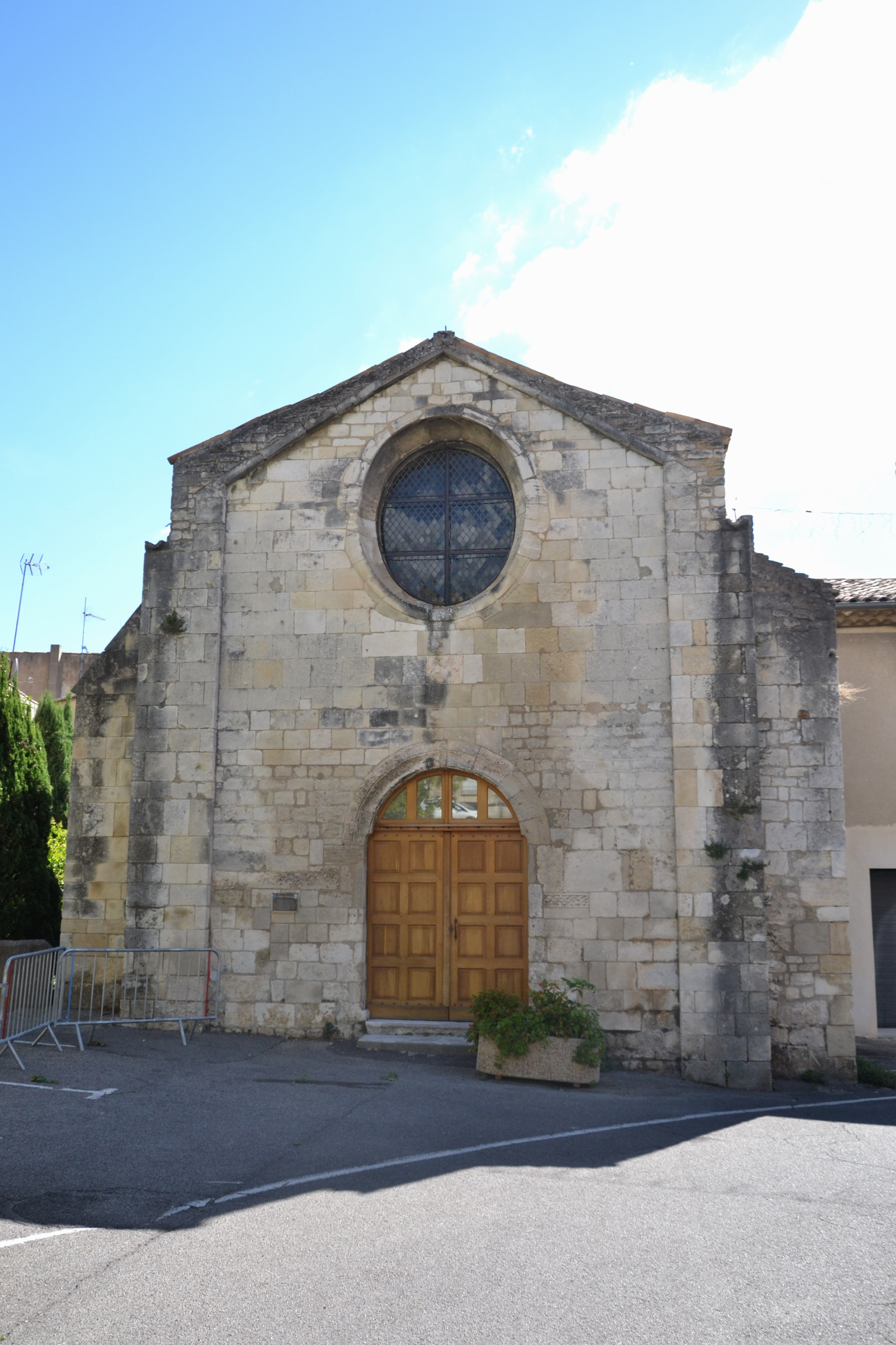
Kapel Saint-Polycarpe
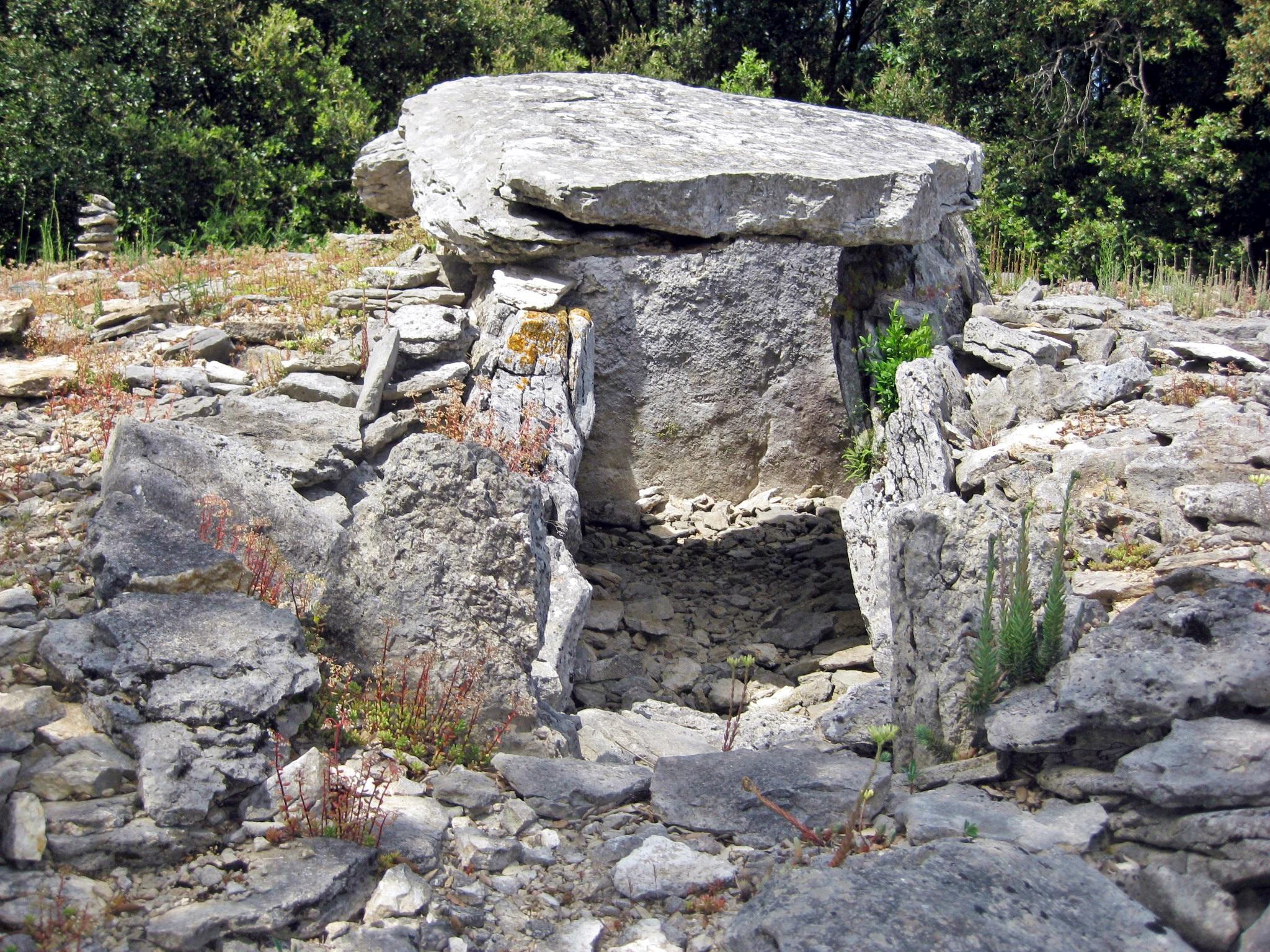
Dolmen

## Geografie
De oppervlakte van Bourg-Saint-Andéol bedroeg op 1 januari 2022 43,74 vierkante kilometer; de bevolkingsdichtheid was toen 171,6 inwoners per km². De gemeente ligt op de rechteroever van de Rhône. In het westen van de gemeente ligt het beboste kalksteenplateau van Laoul.
De onderstaande kaart toont de ligging van Bourg-Saint-Andéol met de belangrijkste infrastructuur en aangrenzende gemeenten.

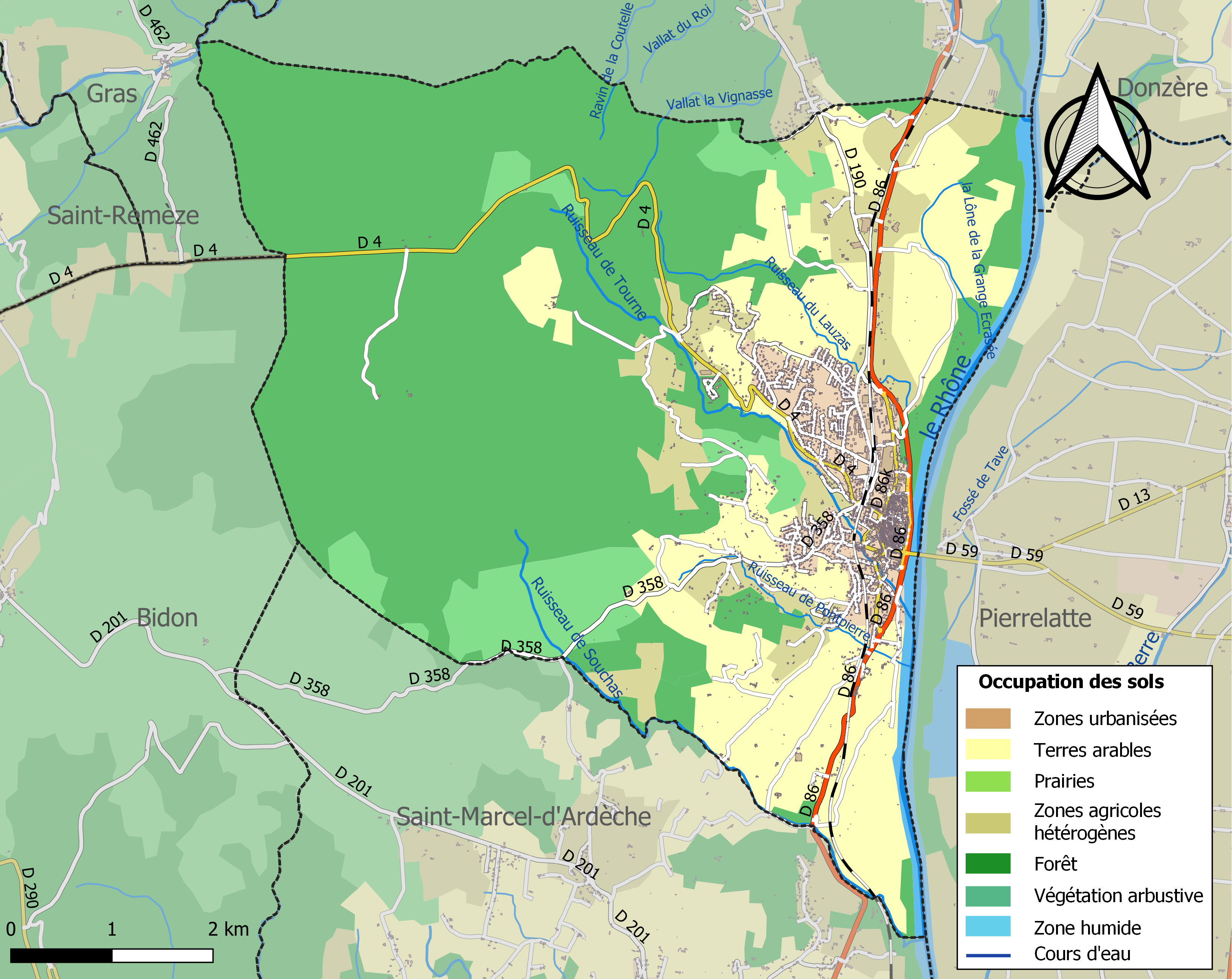

## Demografie
Onderstaande figuur toont het verloop van het inwonertal (bron: INSEE-tellingen).

Vanwege een beveiligingsprobleem met de MediaWiki Graph-software is het momenteel niet mogelijk deze grafiek weer te geven. Zodra de software is bijgewerkt zal de grafiek vanzelf weer zichtbaar worden.